# Orin Tugman
Orin Tugman (* 26. Mai 1880 in Rockville, Indiana; † 30. Juni 1987 in Orlando, Florida) war ein US-amerikanischer Physiker und Hochschullehrer.

## Leben

### Familie und Ausbildung
Der aus Rockville im Bundesstaat Indiana stammende Orin Tugman, Sohn des James R. Tugman und dessen Ehegattin Harriet geborene Fisher, wandte sich nach seinem Pflichtschulabschluss dem Studium der Physik an der Indiana University in Bloomington zu, dort erhielt er 1903 seinen Bachelor of Arts. Orin Tugman setzte im Anschluss sein Studium an der Cornell University in Ithaca im Bundesstaat New York fort, dort erwarb er 1909 den akademischen Grad eines Ph. D.
Der protestantisch getaufte Orin Tugman heiratete am 6. Oktober 1912 die am 8. August 1944 im Alter von 56 Jahren verstorbene Eupha geborene Foley. Aus dieser Verbindung entstammten die Kinder Robert F. sowie Loretta. Orin Tugman, der 1962 seinen Alterswohnsitz von Salt Lake City im Bundesstaat Utah nach Orlando in Florida verlegte, starb dort Ende Juni 1987 einen Monat nach Vollendung seines 107. Lebensjahres.

### Beruflicher Werdegang
Orin Tugman trat nach seinem Abschluss an der Indiana University eine Stelle als wissenschaftlicher Assistent am Department of Physics der Purdue University in West Lafayette im Bundesstaat Indiana an, 1906 übersiedelte er in gleicher Funktion an das Department of Physics der Cornell University. 1909 wechselte er als Assistenzphysiker an das National Bureau of Standards nach Gaithersburg im Bundesstaat Maryland. Im Folgejahr übernahm Orin Tugman einen Ingenieursposten bei der Western Electric Company in New York City. 1912 verzog Tugman nach Rochester, dort wurde ihm die Position eines Associate Physicist bei der Eastman Kodak Company übertragen.
Im Jahre 1915 folgte Orin Tugman einem Ruf der University of Utah auf eine außerordentliche Professur für Physik, dort wurde er 1922 zum Professor, zum Leiter des Department of Physics und zum Chairman des Graduate Council befördert, 1947 wurde er in den Ruhestand verabschiedet. Orin Tugman, der zu den renommiertesten Physikern der Vereinigten Staaten in der ersten Hälfte des 20. Jahrhunderts zählt, hielt Mitgliedschaften in der American Association of Physics Teachers, der American Association of University Professors, der Phi Beta Kappa, der Sigma Xi sowie in der Phi Kappa Phi inne. 1922 wurde er zum Fellow der American Physical Society ernannt.

## Schriften
- The effect of electrical oscillations on the conductivity imparted to gases by an incandescent cathode, Thesis (Ph. D.)--Cornell University, 1909, New era printing company, Lancaster, PA., 1909
- zusammen mit Perley Gilman Nutting: Intensity Relations in the Hydrogen Spectrum, in: The Astrophysical Journal, volume 31, Published by the University of Chicago Press for the American Astronomical Society, Chicago, 1910, S. 62–77.
- zusammen mit Perley Gilman Nutting: The intensities of some hydrogen, argon, and helium lines in relation to current and pressure, in: Bulletin of the Bureau of Standards, v. 7, no. 1., Govt. Print. Off., Washington, 1911
- An Adaptation of the Koch Registering Microphotometer to the Measurement of the Sharpness of Photographic Images, in: The Astrophysical Journal, volume 42, Published by the University of Chicago Press for the American Astronomical Society, Chicago, 1915, S. 321.
- The Resolving Power of Photographic Plates, in: The Astrophysical Journal, volume 42, Published by the University of Chicago Press for the American Astronomical Society, Chicago, 1915, S. 331–343.
- Newspaper Science, in: Science, Volume 53, Moses King, New York, N.Y. 1921, S. 389.
- The mission of the scientist, in: Bulletin of the University of Utah, v. 32, no. 7. January, 1942, The Extension division, University of Utah, Salt Lake City, 1942